# Савошко Володимир Андрійович
Володимир Андрійович Савошко (нар. 29 травня 1995, м. Львів) — український футболіст, півзахисник хмельницького «Поділля».

## Життєпис

### «Карпати» (Львів) та ФК «Львів»
Вихованець львівських «Карпат», у футболці яких виступав у ДЮФЛУ. У сезоні 2012/13 років переведений до юніорської команди «левів», а починаючи з наступного сезону — почав залучатися до тренувань з молодіжною командою, у складі якої зіграв 3 матчі. Починаючи з сезону 2014/15 років виступав виключно за молодіжну команду «Карпат». Вперше до заявки першої команди потрапив 13 квітня 2015 року на нічийний (0:0) поєдинок 19-го туру Прем'єр-ліги проти полтавської «Ворскли». Володимир просидів увесь матч на лаві запасних. Після цього ще один раз потрапляв до заяки на матч Прем'єр-ліги, але також просидів увесь поєдинок на лаві запасних. У січні 2017 року залишив «Карпати» та приєднався до «Львова», який виступав в аматорському чемпіонаті України (17 матчів, 2 голи). Напередодні старту наступного сезону підписав з «городянами» професіональний контракт. На професіональному рівні дебютував за «Львів» 9 липня 2017 року в переможному (2:0) домашньому поєдинку 1-го попереднього раунду кубку України проти кременчуцького «Кременя». володимир вийшов на поле на 46-й хвилині, замінивши Вадима Янчака. У Другій лізі України за «городян» дебютував 15 липня 2017 року в переможному (4:3) домашньому поєдинку 1-го туру групи «А» проти чернівецької «Буковини». Савошко вийшов на поле в стартовому складі та відіграв увесь матч. У Другій лізі за «Львів» зіграв 14 матчів, ще 2 поєдинки провів у кубку України.

### «Нива» (Вінниця)
У березні 2018 року підписав контракт з «Нивою». Дебютував у футболці вінницького клубу 31 березня 2018 року в програному (1:2) виїзному поєдинку 20-го туру групи А Другої ліги проти волочиського «Агробізнеса». Володимир вийшов на поле в стартовому складі та відіграв увесь матч, а на 48-й хвилині отримав жовту картку. Дебютними голами за «Ниву» відзначився 14 березня 2018 року на 15-й (реалізував пенальті) та 63-й хвилині переможного (4:1) виїзного поєдинку 22-го туру групи А Другої ліги проти хмельницького «Поділля». Савошко вийшов на поле в стартовому складі, а на 79-й хвилині його замінив Дмитро Попов. 7 липня 2018 року продовжив трудову угоду з вінницьким клубом. У команді відіграв другу частину сезону 2017/18 та першу частину сезону 2018/19 років, за цей час у Другій лізі зіграв 26 матчів та відзначився 11-ма голами, ще 3 поєдинки зіграв у кубку України. Взимку 2019 року залишив «Ниву».

### ФК «Калуш»
27 лютого 2019 року підписав контракт з «Калушем». Дебютував у футболці клубу з однойменного міста 6 квітня 2019 року в програному (1:2) виїзному поєдинку 18-го туру групи А Другої ліги проти хмельницького «Поділля». Володимир вийшов на поле в стартовому складі та відіграв увесь матч. Дебютним голом за калуський колектив відзначився 11 серпня 2019 року на 60-й хвилині переможного (2:1) домашнього поєдинку 3-го туру групи А Другої ліги проти ФК «Ужгорода». Савошко вийшов на поле в стартовому складі та відіграв увесь матч. У команді виступав до кінця червня 2020 року, за цей час у Другій лізі України провів 30 матчів, в яких відзначився 5-ма голами.

### «Полісся» (Житомир)
Влітку 2020 року грав за теребовлянську «Ниву» в чемпіонаті Тернопільської області.
У середині серпня 2020 року підсилив «Полісся». У футболці житомирського клубу дебютував 12 вересня 2020 року в нічийному (0:0) домашньому поєдинку 2-го туру Першої ліги проти рівненського «Вереса». Володимир вийшов на поле в стартовому складі, а на 67-й хвилині його замінив Максим Гавриленко.

## Особисте життя
Брат, Олександр Савошко, також професіональний футболіст, виступає за ФК «Львів».